# 唐纳德·里根
唐纳德·托马斯·里根（英語：Donald Thomas Regan；1918年12月21日—2003年6月10日）是一名美国企业经理和共和党政治人物。他对罗纳德·里根的经济政策（里根经济学）的实施起到了重要作用。

## 学生和军事生涯
里根曾在哈佛大学学习英语，并在1940年获得文学士学位。第二次世界大战期间，他在美国海军陆战队服役，获得中校军衔。

## 经济和政治

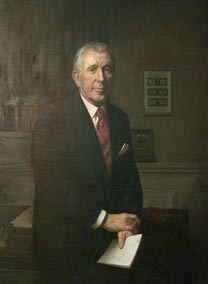
里根肖像，由赫伯特·艾布拉姆斯绘于1986年

里根出身于爱尔兰天主教家庭。1946年，他入职纽约的美林证券银行，二十五年后成为了该银行的首席执行官，并担任此职务至1980年。罗纳德·里根当选美国总统后，于1981年任命里根为第66任美国财政部长。1985年，里根与时任白宫幕僚长詹姆斯·贝克互相交换了职位，之后于1987年因伊朗门事件退休。
里根在回忆录《记录：从华尔街到华盛顿》中写道，第一夫人南希·里根拥有一位为她提供建议的私人占星家，而夫人对其丈夫的影响力十分之大。里根声称，当时有关美国政治的关键决策其实都受到了占星术士的影响。

## 个人生活
里根与妻子安·布坎南共育有四个儿女。

## 轶事
因为唐纳德·里根自诩严密看守罗纳德·里根总统的门户，掌控总统的议程，人们在背后称其为“美国总理”。